# سن-روک-دو-لاشیگان، کبک
سن-روک-دو-لاشیگان (به فرانسوی: Saint-Roch-de-l'Achigan) شهری در منطقه شهری مونکالم ناحیه لانودییر در استان کبک کانادا است. در سرشماری سال ۲۰۱۱ این شهر ۴٬۴۲۶ نفر جمعیت داشته‌است و مساحت آن ۷۸٫۸۳ کیلومتر مربع است.